# Čeperka

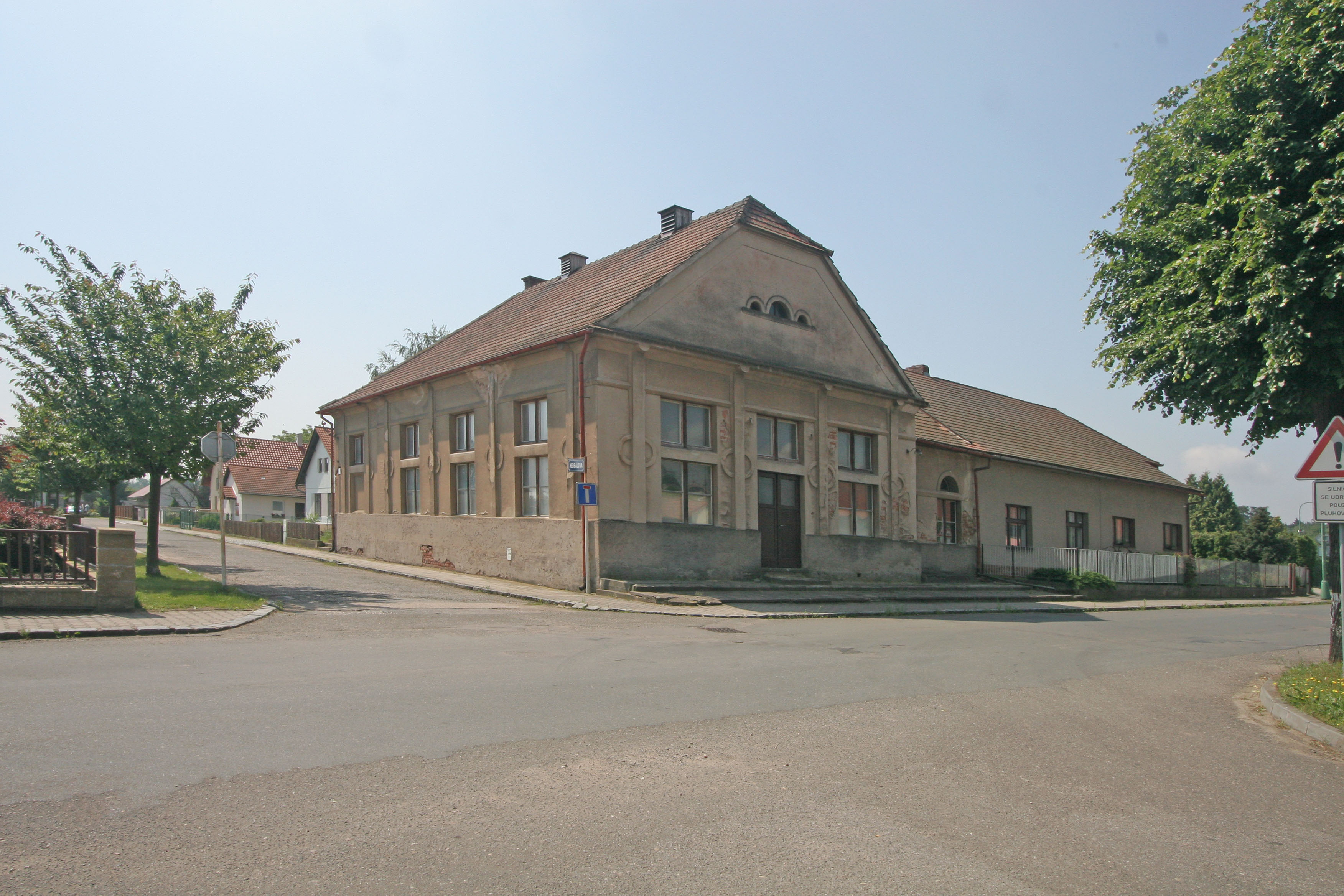
Haus Nr. 2

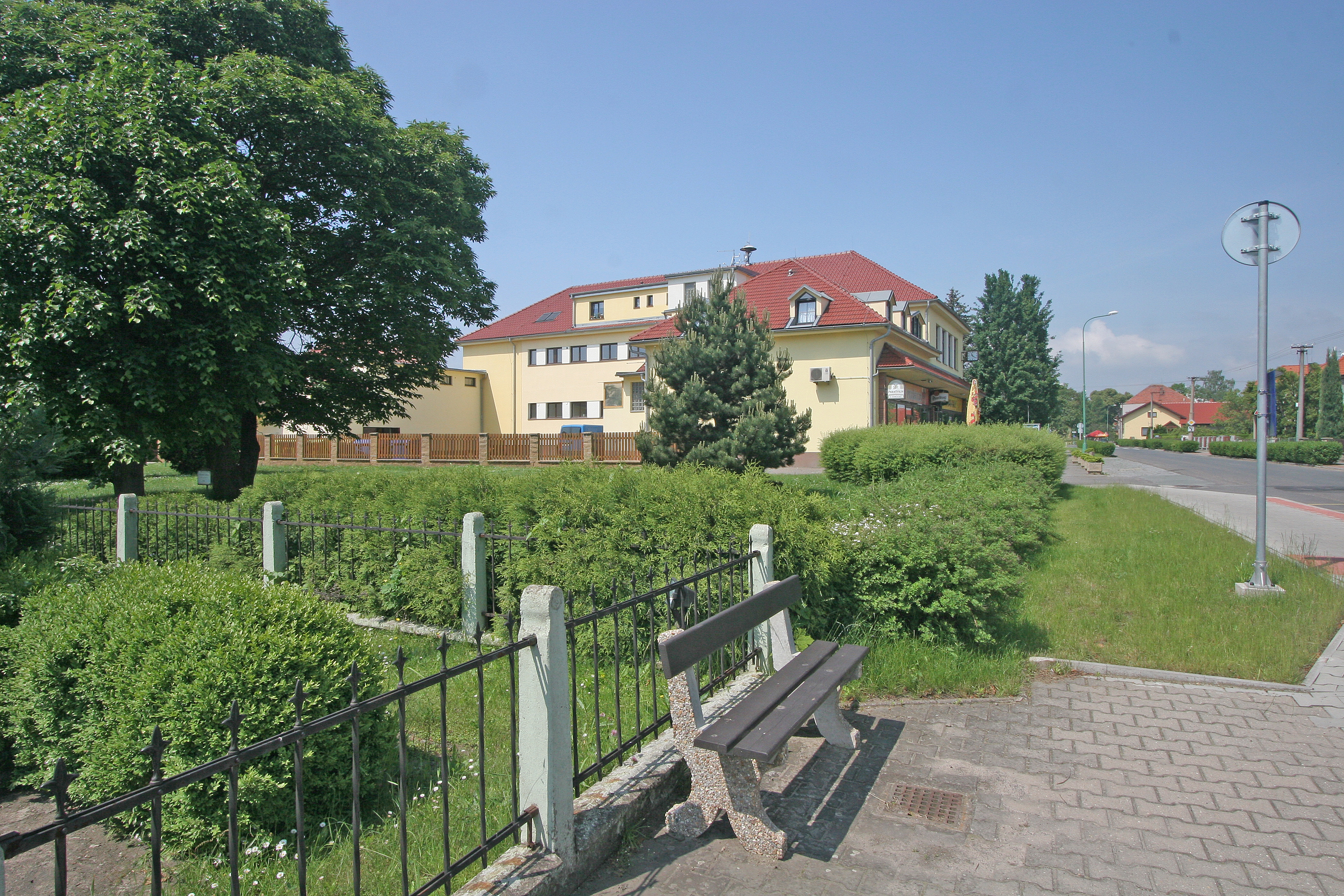
Gemeindeamt

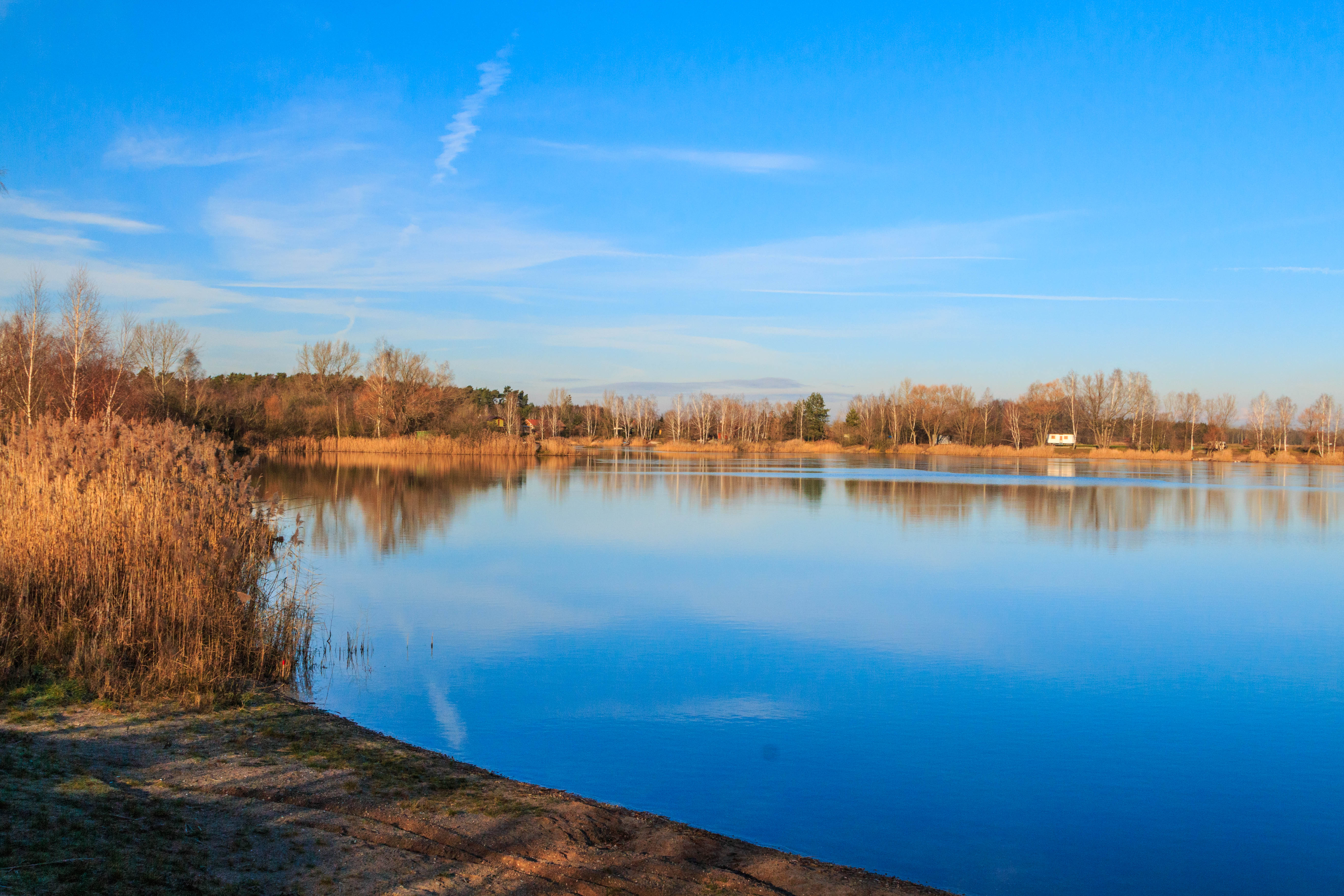
Baggersee Malá Čeperka

Čeperka (deutsch Czeperka, 1939–45 Tscheperka) ist eine Gemeinde in Tschechien. Sie liegt zehn Kilometer südwestlich des Stadtzentrums von Hradec Králové und gehört zum Okres Pardubice.

## Geographie
Čeperka befindet sich in der Pardubická kotlina (Pardubitzer Becken) am Opatowitzer Kanal. Durch den Ort führt die Bahnstrecke Pardubice–Liberec. Nördlich des Dorfes verläuft die Dálnice 35, östlich die Staatsstraße I/37 zwischen Opatovice nad Labem und Pardubice. Südöstlich liegt das Kraftwerk Opatovice. Gegen Süden erstreckt sich der Wald Bažantnice, westlich der Wald Kulhánov.
Nachbarorte sind Liščí, Pohřebačka und Opatovice nad Labem im Norden, Vysoká nad Labem und Na Podlesí im Nordosten, Borek und Bukovina nad Labem im Osten, Zástava und Dříteč im Südosten, Hrobice, Hrobický Dvůr und Stéblová im Süden, Malá Čeperka, Ždánický Dvůr und Nové Ždánice im Südwesten, Podůlšany und Krásnice im Westen sowie Sedlice und Libišany im Nordwesten.

## Geschichte
Nachdem Wilhelm von Pernstein 1491 die Herrschaften Pardubitz und Kunburg vereinigte, ließ er 1496 den Teich Čeperka anlegen. Ab 1498 wurde der Graben Velká strúha zur Zuführung von Elbwasser in die Pardubitzer Fischteiche angelegt. Nach dem Erwerb eines Grundstücks an der Elbe bei Opatowitz im Jahre 1513 ließ Wilhelm von Pernstein den neuen Opatowitzer Kanal graben, der die Velká Strouha als Hauptwasserzuführung zu seinen Teichen ersetzte. Nach einer Vergrößerung des Teiches war die Velká Čeperka in der Mitte des 16. Jahrhunderts der größte der Pardubitzer Fischteiche und mit geschätzten 1250 ha Wasserfläche auch einer der größten Teiche in Böhmen. Am 21. März 1560 veräußerte Jaroslav von Pernstein die gesamte Herrschaft Pardubitz an König Ferdinand I. Dessen Nachfolger Maximilian II. übertrug die Verwaltung der königlichen Herrschaften der Hofkammer. 
Im Zuge der Raabisation ließ die Kammerherrschaft Pardubitz 1777 am Verlauf der historischen Wege von Opatovice nach Podůlšany und Stéblová das Dorf Czeperka anlegen. Der Kanal bildete eine natürliche Achse für die Besiedlung.
Im Jahre 1835 bestand das im Chrudimer Kreis unweit des gleichnamigen Teiches gelegene Dorf Čeperka aus 38 Häusern, in denen 290 Personen lebten. Im Ort gab es ein Försterhaus. Pfarrort war Opatowitz. Bis zur Mitte des 19. Jahrhunderts blieb Čeperka der k.k. Kameralherrschaft Pardubitz untertänig.
Nach der Aufhebung der Patrimonialherrschaften bildete Čeperka ab 1849 eine Gemeinde im Gerichtsbezirk Pardubitz. Zwischen 1856 und 1857 erfolgte durch die Süd-Norddeutsche Verbindungsbahn der Bau der Eisenbahn zwischen Pardubitz und Josefstadt, die den Teich Velká Čeperka auf einem Damm durchquerte und westlich an Čeperka vorbeiführte. Ab 1868 gehörte die Gemeinde zum Bezirk Pardubitz. 1869 hatte Čeperka 453 Einwohner und bestand aus 52 Häusern. Die Velká Čeperka wurde in der zweiten Hälfte des 19. Jahrhunderts trockengelegt; die Teichstätte wurde in Ackerland umgewandelt und der Hrobický Dvůr angelegt. Zum Ende des 19. Jahrhunderts gehörten zu Čeperka die Ortsteile Hrobický Dvůr und V Koutech. Im Jahre 1900 lebten in dem Dorf 551 Menschen, 1910 waren es 592. 1930 hatte Čeperka 709 Einwohner. Im Jahre 1949 wurde Čeperka dem Okres Pardubice-okolí zugeordnet. Seit 1960 gehört die Gemeinde wieder zum Okres Pardubice. Zwischen 1959 und 1960 wurde das Kohlekraftwerk Opatovice errichtet. Beim Zensus von 2001 lebten in den 295 Häusern von Čeperka 927 Personen. Ein großer Teil der Bewohner des Dorfes ist im Kraftwerk beschäftigt.

## Gemeindegliederung
Für die Gemeinde Čeperka sind keine Ortsteile ausgewiesen. Grundsiedlungseinheiten sind Čeperka, Malá Čeperka (Klein Czeperka) und Opatovice-elektrárna.

## Sehenswürdigkeiten
- Opatowitzer Kanal
- Gedenkstein für die Gefallenen des Ersten Weltkrieges
- Baggerseen Oplatil I, Oplatil II, Malá Čeperka, Mácháč und Gigant bei Malá Čeperka, sie entstanden in Kiesgruben auf der Teichstätte des Fischteiches Oplatíl